# Synagelides yadong
Espèce
Synagelides yadong est une espèce d'araignées aranéomorphes de la famille des Salticidae.

## Distribution
Cette espèce est endémique du Tibet en Chine,. Elle se rencontre dans le xian de Yadong.

## Description
La carapace de la femelle holotype mesure 1,58 mm de long sur 1,22 mm et l'abdomen 2,89 mm de long sur 1,53 mm.

## Systématique et taxinomie
Cette espèce a été décrite par Ni, Yu et Zhang en 2024.

## Étymologie
Son nom d'espèce lui a été donné en référence au lieu de sa découverte, le xian de Yadong.

## Publication originale
(mai 2024).
- Yu, Ni & Zhang, 2024 : « Notes on jumping spiders from Xizang: three new species and two new records in China (Araneae, Salticidae). » Acta Arachnologica Sinica, vol. 33, no 1, p. 8-18.